# Подбоже (Малопольське воєводство)
Подбоже (пол. Podborze) — село в Польщі, у гміні Олесно Домбровського повіту Малопольського воєводства.
Населення — 578 осіб (2011).
У 1975—1998 роках село належало до Тарновського воєводства.

## Географія
Селом протікає річка Брень.

## Демографія
Демографічна структура станом на 31 березня 2011 року:
|          | Загалом | Допрацездатний вік | Працездатний вік | Постпрацездатний вік |
| -------- | ------- | ------------------ | ---------------- | -------------------- |
| Чоловіки | 277     | 77                 | 169              | 31                   |
| Жінки    | 301     | 65                 | 169              | 67                   |
| Разом    | 578     | 142                | 338              | 98                   |